# Турткулчи (футбольний клуб)
Футбольний клуб «Турткулчи» або просто «Турткулчи» — професійний узбецький радянський футбольний клуб з містечка Турткуль в Каракалпакстані.

## Назви клубу
- 1983—1990 — «Цілинник»;
- 1991—1991 — «Турткулчи».

## Історія
Футбольний клуб «Цілинник» було засновано в 1983 році в місті Турткуль, в Каракалпакстані. В перший же рік свого існування клуб переміг у Чемпіонаті та Кубку Узбецької РСР. Згодом клуб почав виступати в Другій лізі Чемпіонату СРСР з футболу. Найкращим результатом клубу в цьому турнір було 6-те місце в зональному етапі турніру, яке команда завоювала в сезоні 1987 року.

## Досягнення
- Чемпіонат Узбецької РСР з футболу
  -  Чемпіон (1): 1983

- Кубок Узбецької РСР з футболу
  -  Володар (1): 1983

## Відомі гравці
- / Олександр Оринко